# Jorge Villavicencio
Jorge Alejandro Villavicencio Álvarez (Guatemala, 1958-Ciudad de Guatemala, 20 de julio de 2020) fue un político, médico y empresario guatemalteco. Fungió como ministro de Salud Pública y Asistencia Social entre 2012 y 2014, durante el gobierno de Otto Pérez Molina.

## Biografía
Villavicencio era médico cirujano graduado en la Universidad de San Carlos de Guatemala. También se desempeñó como director del Hospital Roosevelt en Ciudad de Guatemala. Fue nombrado ministro por el presidente Otto Pérez Molina luego de la renuncia de Francisco Arredondo en abril de 2012.
Fue destituido por el presidente Pérez Molina en septiembre de 2014, siendo relevado por Luis Enrique Monterroso.
En 2019, Villavicencio fue señalado en varios casos de corrupción durante su mandato como ministro, siendo ligado a proceso junto a su hija Cándida Saraí y el exdiputado Luis Fernando Pérez. Guardó prisión preventiva en la cárcel ubicada en la base militar Mariscal Zavala.
El 20 de julio de 2020 falleció por complicaciones relacionadas con el COVID-19 en el Hospital Roosevelt.